# Alto Valle del río Negro
El Alto Valle del río Negro, o simplemente Alto Valle, es una micro-región ubicada al norte de la Patagonia extraandina en Argentina. Se ubica a la vera del río Negro y de los dos ríos que, al confluir, lo conforman, Limay y Neuquén. Se caracteriza por su agricultura intensiva bajo riego de frutales. Administrativamente se desarrolla en las provincias de Río Negro y de Neuquén. En él se ubican importantes ciudades de ambas provincias, incluyendo la ciudad de Neuquén. Esta capital, ubicada en la confluencia de los ríos Limay y Neuquén, funciona como centro de una incipiente conurbación de varias ciudades del valle y es, a su vez, la más grande de la Patagonia.
La región se puede dividir según los tres ríos que la definen. La zona más extensa es el alto valle del río Negro propiamente dicho. Se desarrolla en la margen izquierda (norte) del curso superior del río Negro. Comienza donde nace dicho río: en la confluencia de los ríos Limay y Neuquén y alcanza hasta Chichinales. Contiene las ciudades de General Roca y Cipolletti, entre otras. Administrativamente está dentro de la provincia de Río Negro. El valle inferior del río Limay se desarrolla en la margen izquierda del curso inferior del río, desde el embalse de Arroyito hasta la confluencia. Contiene la ciudad de Plottier, que administrativamente está dentro de la provincia de Neuquén. El valle inferior del río Neuquén se desarrolla en ambas márgenes del curso inferior del río; en este se destacan el embalse del dique El Chañar y las ciudades de Centenario (provincia de Neuquén) y Cinco Saltos (provincia de Río negro). Contiguas a estas tres grandes zonas, hay otras zonas más pequeñas como Valle Azul y Las Perlas, ambas en la margen derecha (sur) del río Negro y Limay, respectivamente.

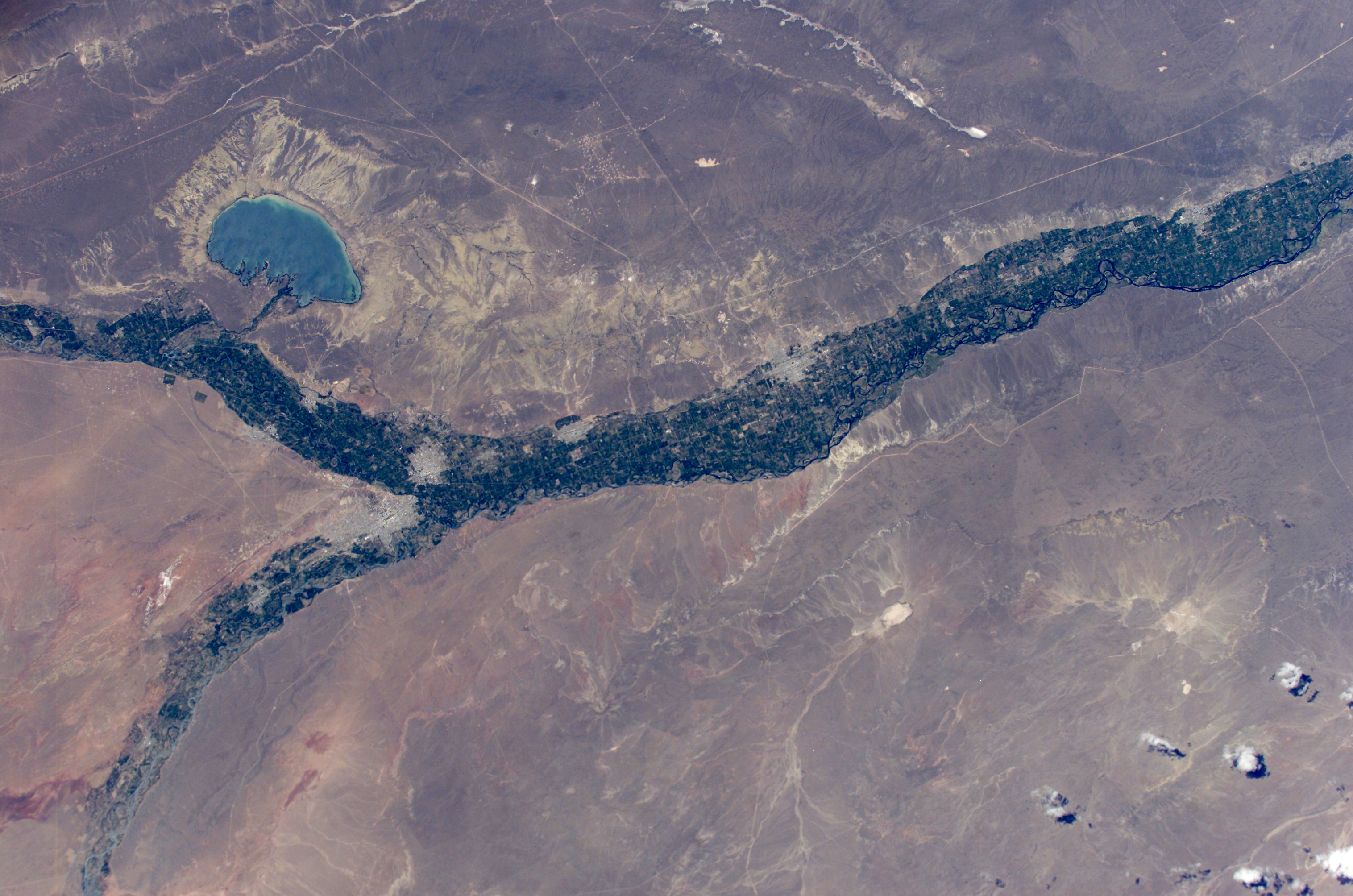
Imagen satelital del Alto Valle desde Vista Alegre y Senillosa, al oeste (izquierda), hasta Chichinales al este (derecha). Se observa el contraste entre la meseta árida y la zona cultivada. Se destacada el lago Pellegrini. También se ven las ciudades más grandes.

## Geografía física
El valle está ubicado dentro de la meseta patagónica, en su zona norte, a unos 230 km al este de la cordillera de los Andes y a unos 230 km al noroeste del Golfo San Matías en el mar Argentino. Se desarrolla entre los meridianos 66°45′ E y 68°30′ E y los paralelos 38°30′ S y 39°5′ S. Tiene un área de 652 km². Topográficamente, el valle, en tanto depresión del terreno, se encuentra entre los 361 m s. n. m. y los 185 m s. n. m. La meseta sobre él puede tener entre 60 y 45 m de desnivel con respecto a las alturas mencionadas. Por ejemplo, la meseta en el ingreso a la villa Mari Menuco está a 440 m s. n. m.
El tramo del río Negro, con orientación este-oeste, mide 100 km de largo con un ancho de entre 5 y 11 km. El tramo del río Limay, con orientación sudoeste-noreste, mide 43 km de largo con un ancho máximo de 5 km. El tramo del río Neuquén tiene orientación noroeste-sudeste. Por su margen derecha (oeste) tiene un largo de 37 km y un ancho máximo de 3 km. Por su margen izquierda, tiene un largo de 58 km y un ancho de 6 a 2 km. El Valle Azul tiene 13 km de largo y 3 km de ancho máximo.

### Origen geológico
Se trata de un valle de origen fluvial. Distintas formaciones geológicas de origen sedimentario se fueron acumulando en la zona durante 80 millones de años. Hace 20 millones de años la acción erosiva de los ríos habría formado en estas rocas una zona deprimida: un paleovalle. Hace 1 millón de años comienza el gran proceso erosivo que formó el valle que se ve hoy en día. Inicialmente, el río socava la roca hasta el nivel actual solo en su planicie de inundación. Luego, el río se desplaza hacia el sur, ensanchando el valle y llevando hacia esa margen el proceso erosivo fluvial. En el borde norte, ya alejado del río, la erosión es principalmente eólica y pluvial. Los bordes de roca sedimentaria que forman el límite del valle son llamadas «bardas». Los procesos de erosión fluvial y eólica dieron origen a los sedimentos que constituyen el suelo del valle. En la planicie de inundación, que en general se extiende hasta la traza de la ruta 22, se encuentran limos fluviales y en el resto, limos eólicos.

### Clima
El clima es árido, seco, desértico y frío. Con precipitaciones anuales menores a 200 mm y una temperatura media anual que está por debajo de los 18 °C. Un elemento típico del clima es la alta amplitud térmica anual y diaria; vientos moderados a fuertes del oeste y sudoeste; cielos despejados; y heladas en invierno.
Las estación meteorológicas más relevante es la de la estación experimental del INTA Alto Valle, actualmente ubicada en el ejido de Allen y el aeropuerto de la ciudad de Neuquén.

### Hidrología
Los principales ríos de la región son el Limay, el Neuquén y el Negro. Los dos primeros se unen a la altura de la ciudad de Neuquén, para formar el río Negro. Estos ríos son buenos ejemplos de los grandes ríos alóctonos que produce el gradiente de precipitaciones de la Patagonia. Alimentada por las abundantes lluvias de la zona cordillerana, se forma una vasta red de arroyos y ríos que, ya fuera de la cordillera, se concentra en unos pocos y caudalosos ríos. Ya en la zona extrandina, estos ríos atraviesan regiones de escasas precipitaciones en las que no hay cursos ni cuerpos de aguas permanentes y por lo tanto, no reciben afluentes permanentes hasta su desembocadura en el mar.
Naturalmente, ambos ríos tienen un régimen pluvio-nival, con doble onda de crecida. La primera se produce en invierno, coincidente con la época de mayores precipitaciones en la cordillera; y la segunda a fines de la primavera, cuando se produce el deshielo de la nieve acumulada en las altas cumbres. Los estiajes se producen en el comienzo del otoño. El Limay tiene un caudal medio de 650 m³/s y se caracteriza por tener su régimen atenuado por los lagos naturales en su naciente y en la de casi todos sus tributarios importantes. El Neuquén, con un caudal medio de 280 m³/s, se distingue por tener un pico de crecida de gran magnitud comparado con su volumen medio. El Negro tiene un caudal medio de 930 m³/s. Tanto en el Limay como el Neuquén se han construido obras de regulación que han modificado sustancialmente los regímenes hídricos naturales.

Las obras mencionadas también han generado cuerpo artificiales de aguas permanentes. En orden cronológico la primera gran obra fue el dique Ingeniero Ballester, sobre el río Neuquén, hoy a la altura de Barda del Medio, que incluyó el llenado de la cuenca Vidal, que se transformó en el Lago Pellegrini, el cual está separado del valle por una zona de meseta. Con la construcción del Complejo hidroeléctrico Cerros Colorados sobre el río Neuquén se crean el embalse Mari Menuco, que se ubica separado del extremo noroeste del valle por una zona de meseta (loma de la Lata) y el embalse El Chañar, que está ubicado dentro del valle y ha inundado tierras cultivadas. El embalse de Arroyito, sobre el río Limay, conforma el límite sudoeste del valle. Este dique funciona actualmente como parte del complejo hidoeléctrico El Chocón. Estos espejos de agua están fuertemente relacionados con el valle, ya que en ellos tienen lugar actividades recreativas. 

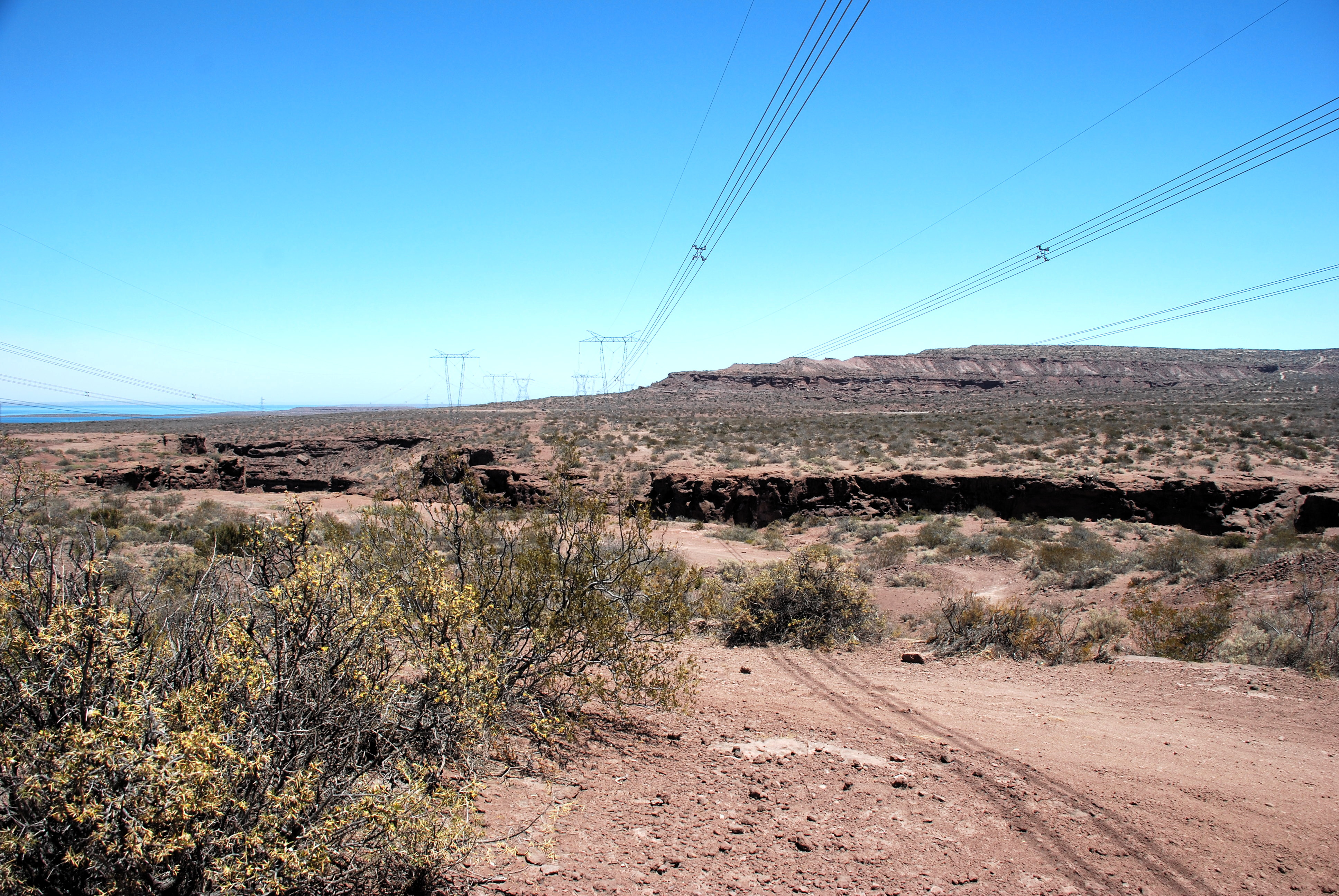
Paisaje de monte. Cerca de la localidad de Villa El Chocón, a 40 km al SO del valle

### Ecología
Según la clasificación fitogeográfica de Cabrera, la región se encuentra dentro de la provincia fitogeográfica del Monte y el distrito de llanuras y mesetas, la cual está definida por una estepa arbustiva con varios estratos y muy poca cobertura, donde son muy frecuentes las jarillas. El estrato superior llega a los 200 cm y la cobertura máxima del estrato medio al 40 %. Los ríos poseen una galería arbórea de sauce criollo.
Los cambios introducidos en el régimen hidrológico de los ríos por la regulación de represas han contribuido al desarrollo de un nuevo ecosistema en sus riberas. Las obras de regulación de los ríos Limay y Neuquén que se realizaron en los años 70 del siglo XX, con su disminución de la frecuencia e intensidad de crecidas consecuente, han generado nuevas superficies estabilizadas y han producido un incremento de la riqueza de especies de árboles, de las coberturas y de la complejidad estructural. En este fenómeno se destaca la colonización de árboles de la familia de las salicáceas

## Historia

### Pueblos originarios y Virreinato
Antes del asentamiento de los españoles al sur de Sudamérica, en el siglo XVI, los habitantes que poblaron la región se autodenominaban gününa kune y hablaban el idioma gününa iájech. Los mapuches los llamaron puelches ("gente del este"). Éstos habitaban un territorio que abarcaba el centro y sur de la actual provincia de Buenos Aires, centro y sur de la provincia de La Pampa, y desde el sur de la provincia de Mendoza hasta el norte de la provincia del Chubut, especialmente las márgenes de los grandes ríos. Los investigadores los agrupan en el término tehuelche: "tehuelches continentales" para Escalada y "tehuelches septentrionales y australes" para Casamiquela. Poseían un modo de vida cazador-recolector, en el que hacían uso de una movilidad estacional, desplazándose en pos de las manadas de guanacos.
En el siglo XV, poco antes de la llegada de los españoles a la actual ciudad Buenos Aires y el valle central de Chile, sumado a la aparición del caballo y del ganado en las pampas, comienza un proceso de expansión de la cultura y del pueblo mapuche que duró cuatro siglos. Paulatinamente, los gününa kune, así como otros pueblos de la región, comienzan a usar el idioma mapuche, aprenden de ellos el uso del caballo, que los mapuches ya conocían, y aprenden también sobre el cuidado y comercialización del ganado. Por el proceso de migración del pueblo mapuche, los gününa kune se mezclan étnicamente con los mapuches a través de matrimonios interétnicos. Así, con el tiempo, la cultura gününa kune queda opacada por la mapuche.
Con el paso del tiempo también se van consolidando las rutas por las cuales se transportaba el ganado desde la pampa húmeda hasta Chile. Esta rutas, denominada rastrilladas, pasaban por el centro del actual territorio de la provincia de La Pampa, y el más meridional por la margen izquierda del río Negro, bifurcándose, tal como lo hace el valle, por la márgenes izquierdas de los ríos Neuquén y Limay.
Cuando se crea el Virreinato del Río de la Plata, en 1776, a pesar de que nominalmente reclamaran el territorio hasta el Cabo de Hornos, la frontera entre el territorio efectivamente controlado por los españoles y los indígenas estaba en el río Salado, en la provincia de Buenos Aires, y, hacia el oeste, en San Rafael, provincia de Mendoza, es decir a 500 km al norte del valle.
Entre 1735 y 1752 la región que se extendía entre el río Salado y el río Negro era gobernado por el cacique tehuelche Cangapol. Sobre él habla Tomás Falkner, uno de los primeros en escribir sobre los habitantes de la Pampa y el norte de la Patagonia.
Para fines del siglo XVIII, los caciques de la región eran Chulilaquín, Guchumplique, Negro y Francisco. Los dos primeros tenían su territorio en el sur de la actual provincia del Neuquén (el País de las Manzanas) y realizaban viajes hacia la pampa húmeda y los fuertes de la costa patagónica. El cacique Negro tenían sus toldos en la isla de Choele Choel, y Francisco cerca de la desembocadura de los ríos Negro y Colorado. Estos caciques son identificados como tehuelches. Sobre ellos habla Basilio Villarino, piloto de la Real Armada Española, que en 1782 realiza un reconocimiento de los ríos Negro y Limay.

### Organización del nuevo estado argentino
Para las primeras décadas del siglo XIX, la región que abarcaba desde las Sierra de Tandil, las planicies del arroyo Callvú Leufú y del arroyo Tapalquén estaba bajo dominio de los caciques Catriel el viejo y Cachul, del pueblo pampa-serrano, o sea la parcialidad septentrional de los tehuelches; así como la sierra de la Ventana y la Bahía Blanca y hacia el oeste, entre los ríos Colorado, Negro y Limay y las rastrilladas que pasaban por él, estaba gobernado por el otro cacique tehuelche-mapuche, Chocorí. Tan importante era el tránsito de ganado que Juan Manuel de Rosas, luego de ser gobernador de la provincia de Buenos Aires, emprendió una campaña militar contra él.

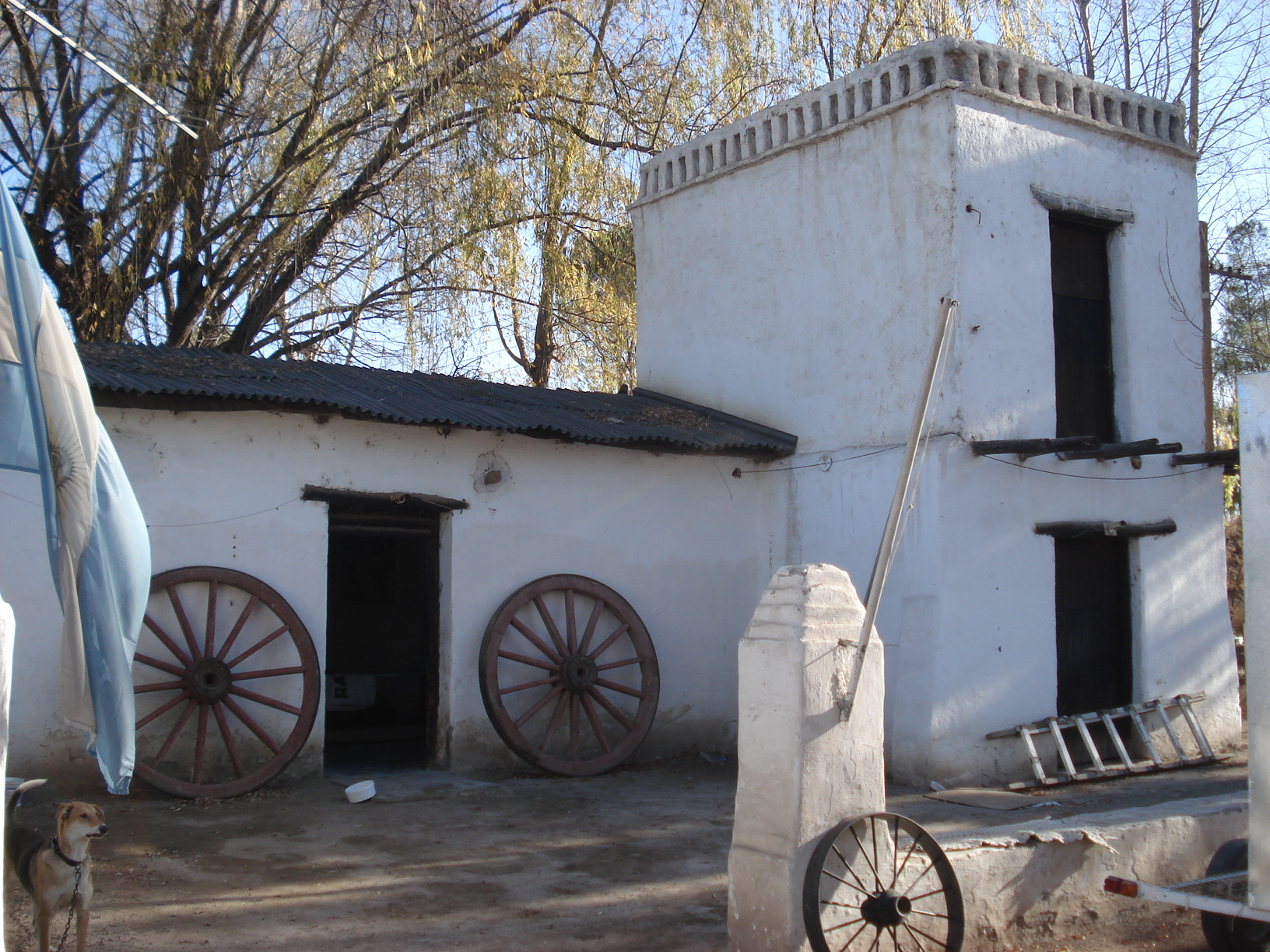
Modelo reconstruido de fortín utilizado durante la Conquista del desierto, en la ciudad de Cipolletti

Esa fue la primera campaña militar argentina que llega a la zona del valle, en particular la División de Ángel Pacheco. Luego de establecer campamento en Choele Choel, Pacheco y 400 hombres se dirigen a la confluencia, donde llegan el 26 de octubre de 1833. También costearon los ríos Neuquén y Limay. Los enfrentamientos en la zona fueron menores, pues las tropas de Pacheco ya habían enfrentado y vencido a varios caciques importantes, incluyendo al lonco Chocorí, en julio, con fuerzas enviadas desde el campamento en Choele Choel.
Luego de esta campaña los argentinos solo ocuparon un sector del territorio de la actual provincia de Buenos Aires. Se instalaron algunos fortines sobre el río Negro pero fueron efímeros, por lo que la región del valle siguió en manos indígenas.
En 1837 el lonco mapuche Calfucurá logró dominar un vasto territorio que incluía gran parte de las provincias de La Pampa, Río Negro y Neuquén, el centro y sur de la provincia de Buenos Aires y el sur de Mendoza, además de las rastrilladas. Ese gobierno fue denominado Confederación de las Salinas Grandes. A la muerte de Calfucurá, en 1873, lo sucedió su hijo, Manuel Namuncurá, quien se rindió en 1884 luego de las derrotas que sufre durante la campaña autodenominada Conquista del Desierto, dirigida por Julio Argentino Roca.
Dicha campaña marcó la conquista definitiva de la zona del valle por parte de los argentinos.
La Primera División, al mando de Roca, partió de Choele Choel a fines de mayo de 1879. Llegó al paraje conocido como Chichinal, hoy Chichinales, el 4 de junio; al paraje conocido como Fisque Menuco, hoy General Roca, el día 8; y a la confluencia el 11 de junio de 1879. Posteriormente se establecieron fortines en dichos lugares. El de Fisque Menuco se crea el 1 de septiembre y se le da el nombre de General Roca y al de la confluencia, Primera División. Hasta 1881 se instalaron fortines a lo largo del río Neuquén. En la zona del valle se crearon el Fortín Sargento Vidal, hoy Barda del Medio, y El Chañar, hoy San Patricio del Chañar.
En 1881 y 1882 los caciques atacaron estos fortines.

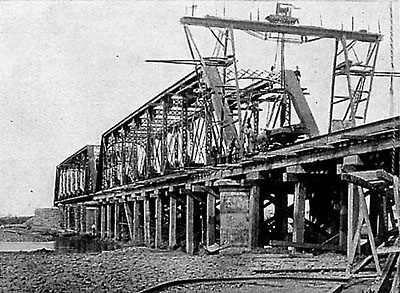
Construcción del puente metálico sobre el río Neuquén a la altura de las ciudades de Cipolletti y Neuquén usado por el ferrocarril. Año 1901.

### El Modelo primario exportador
Entre los años 1880 a 1930, el país vivió un periodo en el cual la economía se orientó principalmente a la exportación de productos agrícolas. En el caso del Alto Valle se pueden distinguir dos etapas, definidas por la construcción de vías férreas y el sistema de riego.

#### 1880 - 1910
La tierra conquistada a través de la campaña fue distribuida en grandes extensiones. Durante las dos décadas posteriores estas tierras permanecieron improductivas por no contar con riego suficiente y porque sus propietarios se quedaron esperando su valorización (especulación inmobiliaria). Esto fue el panorama general, aunque hubo excepciones.
En 1883, el estado nacional creó, en el centro del valle, la primera colonia agrícola de la región, llamada General Roca, por la cual la tierra se subdividió en unidades de 100 ha denominadas «chacrasd». Esta colonia no tuvo gran desarrollo por la escasez del riego y las inundaciones por las crecidas del río.
Por otro lado, en 1884 se construye el primer canal de riego, llamado Canal de los Milicos. En su construcción participaron soldados, presidiarios, aborígenes y peones rurales. Su bocatoma estaba sobre el río Neuquén y permitió regar 1500 ha. Los cultivos eran principalmente de alfalfa. Actualmente el canal está fuera de servicio y se denomina Arroyo Los Milicos cuando cruza la ruta 22 cerca del puente sobre el río Neuquén.
En 1881 el pequeño barco de vapor Río Neuquén, que formaba parte de la Escuadrilla Río Negro, al mando de Erasmo Obligado, se convierte en el primer barco argentino que llega a la confluencia. Posteriormente, el mismo Obligado, a bordo del otro barco integrante de la escuadrilla, el vapor Río Negro, vuelve a realizar el viaje tres veces más, llegando a remontar el río Limay hasta lo que hoy Villa El Chocón.

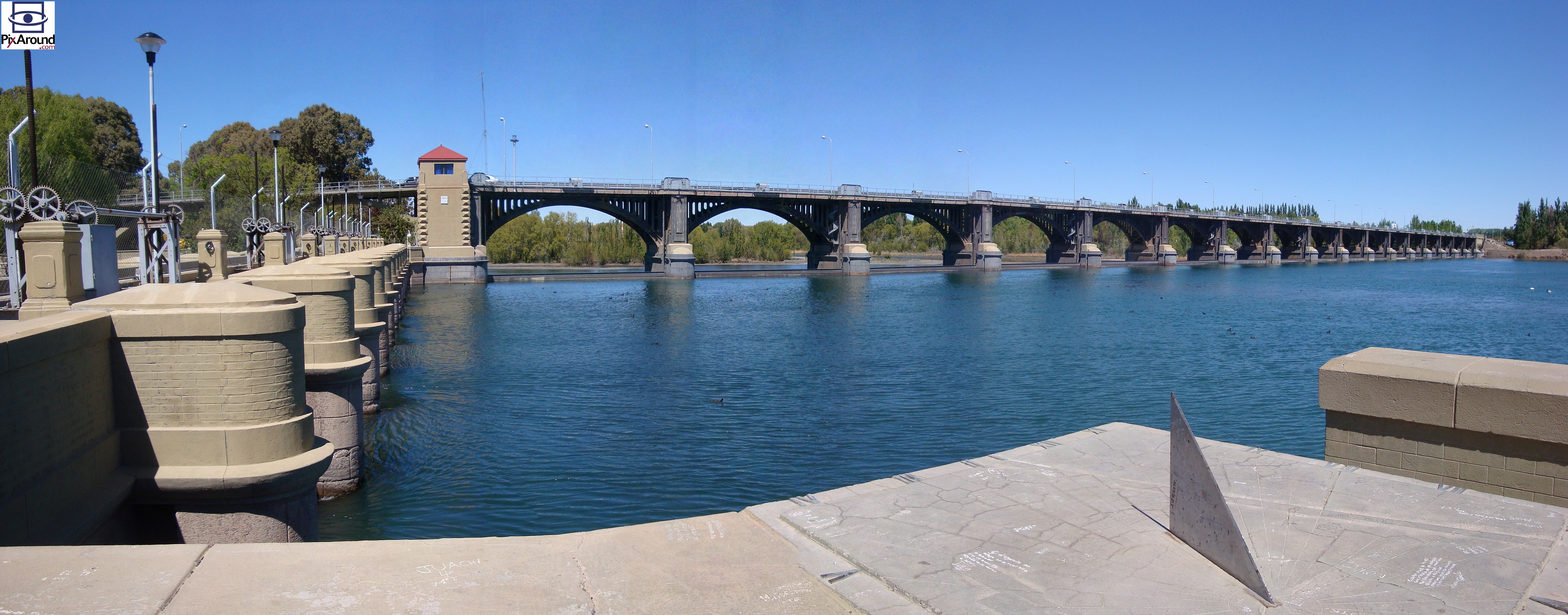
Dique Ingeniero Ballester sobre el río Neuquén a la altura de la localidad de Barda del Medio. Es la cabecera del principal sistema de riego del Alto Valle. Fue construido alrededor del año 1910.

#### Las obras
Las vías férreas y la operación de los ferrocarriles de la región fueron realizadas por la empresa de capitales ingleses Ferrocarril del Sud. El ramal que llega al valle (Choele Choel a Cipolletti) fue inaugurado el 1 de junio de 1899, y conectó a la región con Buenos Aires. El puente sobre el río Neuquén fue construido en 1901.
Los estudios para la realización de un sistema de riego integral comenzaron en 1899 por el Ingeniero César Cipolletti. En 1910 se construye un dique, hoy llamado Ingeniero Ballester, sobre el río Neuquén, a la altura de la actual localidad de Contralmirante Cordero. El ingeniero Rodolfo Ballester completó el sistema en 1928, llegando el canal principal hasta la actual localidad de Chichinales, a lo largo de más de 130 km. La firma Ferrocarril del Sud también facilitó financiación para la construcción del sistema de riego, con un préstamo al estado nacional.
La motivación de Ferrocarriles del Sud en participar del desarrollo de la región era aumentar el volumen de cargas a través de sus vías.

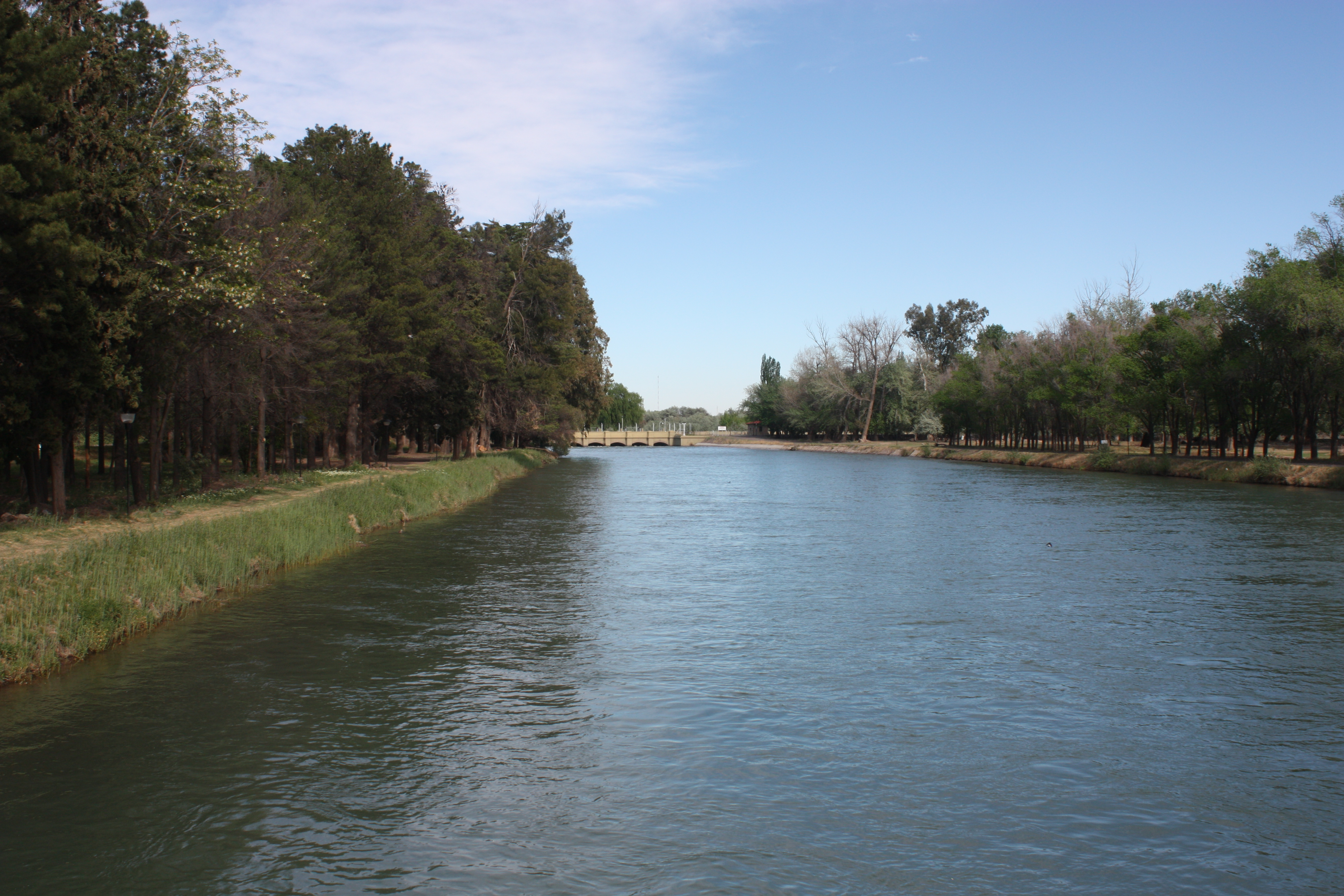
Canal principal de riego del Alto Valle: primer tramo, a unos 500 m de su origen en el dique Ingeniero Ballester

#### 1910-1930
Con estas obras las tierras se valorizaron y se hizo posible su puesta en producción. La firma Ferrocarril del Sud fundó en 1908 una empresa subsidiaria llamada Compañía de Tierras del Sud. Esta compró tierras del general Enrique Godoy cercanas a la actual localidad de Cinco Saltos, las que primero serían beneficiadas por las obras de riego. Allí fundó la colonia La Picasa y en 1913 comienza a vender chacras de 2 a 50 ha, que permitían una producción basada en la mano de obra familiar. Los compradores fueron en su mayoría españoles e italianos. Este modelo fue tomado por el resto de los grandes terratenientes. La tierra comenzó a subdividirse en unidades con un tamaño promedio de 10 a 12 ha y el proceso fue de oeste a este. Así aparecieron las colonias agrícolas: La Lucinda -hoy Cipolletti-, Los Viñedos -hoy Allen-, Sayhueque -hoy Centenario- y Los Canales, Nueva España, Valentina y Bouquet Roldán -estas últimas sobre la margen izquierda del río Limay, en la parte neuquina del Valle-. A fines de la década de los 20, las chacras de 1 a 20 ha ocupaban el 50 % de las explotaciones agrícolas del Alto Valle. El «chacarero», pequeño terrateniente que trabajaba junto a su familia, fue el actor social característico.
El cultivo dominante fue la alfalfa, de corto ciclo productivo, resistente al clima y alta demanda en el mercado, además de que enriquecía la tierra. Esto se correspondía con las necesidades de los agricultores, que necesitaban ganancias rápidas para pagar las tierras compradas, ya que las facilidades financieras no eran muchas. También se cultivaban cereales, papa y algo de vid y frutales.
En 1918 Ferrocarril del Sud crea la estación agronómica Cinco Saltos con el fin de apoyar a los agricultores y controlar la producción. Trajo profesionales que investigaron las variedades frutales que mejor se adaptaban a la región, que luego vendieron a los agricultores. Así la producción agrícola pasó de la alfalfa a los frutales, principalmente manzanos, perales y vides, aunque también ciruelos y durazneros. Las variedades más cultivadas eran la pera Williams y la manzana Red Delicious.

### El modelo de sustitución de importaciones

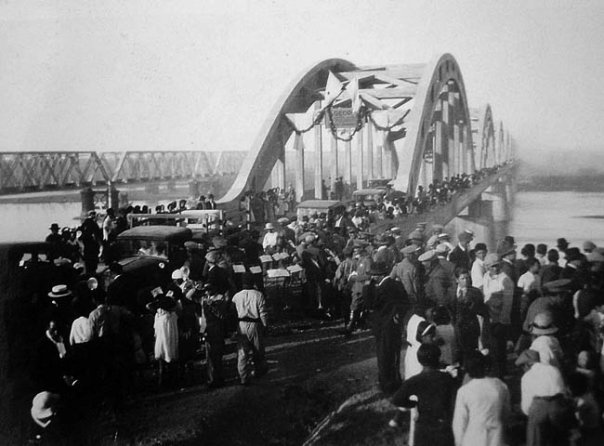
Inauguración del puente de hormigón sobre el río Neuquén uniendo las ciudades de Cipolletti y Neuquén. Año 1937. El puente forma parte de la ruta nacional N.º 22. Al fondo, el puente ferroviario.

El sistema vial comienza a desarrollarse en los años 30. El camino que atraviesa el valle se denominó Ruta Nacional 22. El puente carretero que cruza el río Neuquén a la altura de Cipolletti fue inaugurado en 1937. Hoy en día se denomina «puente viejo». Para 1960 el tramo correspondiente al Alto Valle estaba pavimentado.
La presa El Chocón, sobre el río Limay (1968–1977), y el complejo Cerros Colorados, sobre el río Neuquén, (1969–1980), permitieron controlar las crecientes de los ríos que afectaban la vida y la economía de la población del valle. Los niveles controlados de los ríos favorecieron la instalación de barrios en las cercanías de la ribera, lo cual no deja de ser preocupante, ya que la presencia de las presas no elimina el 100% de riesgo de inundación. Otro efecto de la construcción de estos aprovechamientos, en particular del embalse del río Neuquén, es el efecto de ‘aguas claras’: los canales y acequias del sistema de riego del valle no están revestidos. En su concepción inicial se contaba con el contenido de arcilla del río Neuquén que los impermeabilizaría constantemente. Este proceso se interrumpió con la construcción del embalse Los Barreales, ya que allí sedimenta el material fino que arrastra el río. Esto provoca pérdidas de agua, que se infiltran y provocan el aumento de la napa freática en las zonas cultivadas.
En la medida en que los municipios se iban dotando de características urbanas, la región comienza a funcionar como una ciudad dispersa, en la que ninguna ciudad domina por sobre el resto y todas aportan sus servicios. La actividad agroindustrial del valle con orientación a la exportación sirvió para atraer un importante caudal migratorio de otras provincias e incluso de Chile, lo que hizo crecer los municipios y aparecer barrios rurales periféricos. El crecimiento de los municipios no fue uniforme. Otras razones, como la construcción de las presas y la actividad hidrocarburífera en la época del presidente Arturo Frondizi, hicieron que la ciudad de Neuquén creciera más que el resto. Entre el año 1970 y 1980 Neuquén duplicó su población. Esto hizo que se rompiera el esquema de ciudad dispersa y Neuquén comienza a convertirse en cabecera de una potencial área metropolitana.

## Población y localidades
El Alto Valle está integrado por 19 municipios y 1 comisión de fomento, de los cuales 13 pertenecen al departamento General Roca, 5 al departamento Confluencia, 1 al departamento Añelo y la comisión de fomento al departamento El Cuy. Además, algunos municipios que tienen su localidad principal en el de general Roca tienen barrios en el de El Cuy.
| Mapa interactivo. |

La población total según el censo 2010 era de 624 417 habitantes, lo cual representaba un aumento del 1.6 % con respecto a la población del año 2001.
En la siguiente tabla se muestran las unidades de gobierno (municipios y comisión de fomento) y su población según el censo 2022:
| Departamento          | Gobierno local*         | Gobierno local*  |
| Departamento          | Nombre                  | Población (2022) |
| --------------------- | ----------------------- | ---------------- |
| Confluencia           | Neuquén                 | 288 896          |
| General Roca / El Cuy | General Roca            | 108 680          |
| General Roca / El Cuy | Cipolletti              | 105 482          |
| Confluencia           | Plottier                | 52 190           |
| Confluencia           | Centenario              | 48 721           |
| General Roca          | Villa Regina            | 33 034           |
| General Roca          | Allen                   | 31 864           |
| General Roca          | Cinco Saltos            | 27 566           |
| General Roca          | General Fernández Oro   | 15 788           |
| Confluencia           | Senillosa               | 11 229           |
| Añelo                 | San Patricio del Chañar | 10 888           |
| General Roca          | Ingeniero Huergo        | 8571             |
| General Roca          | Cervantes               | 5192             |
| General Roca          | Chichinales             | 4865             |
| General Roca          | General Enrique Godoy   | 4645             |
| Confluencia           | Vista Alegre            | 4277             |
| General Roca          | Campo Grande            | 3502             |
| General Roca          | Mainqué                 | 3230             |
| General Roca          | Contralmirante Cordero  | 2306             |
| El Cuy                | Valle Azul              | 889              |
| Total                 |                         | 774 746          |

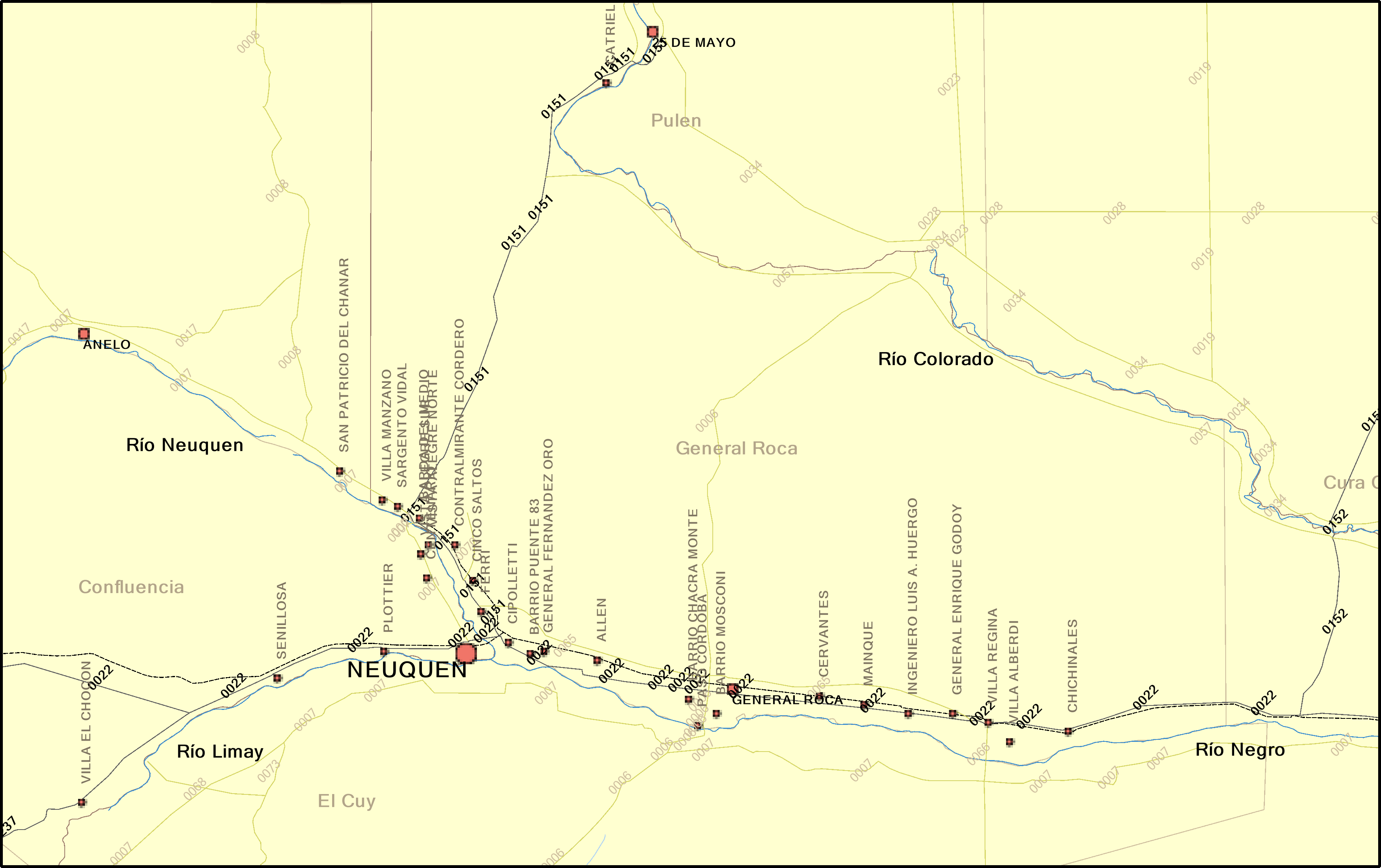
Mapa del Alto Valle y alrededores, con la división política, los nombres de las localidades, departamentos y ríos y numeración de las rutas nacionales (negro) y provinciales (amarillo).

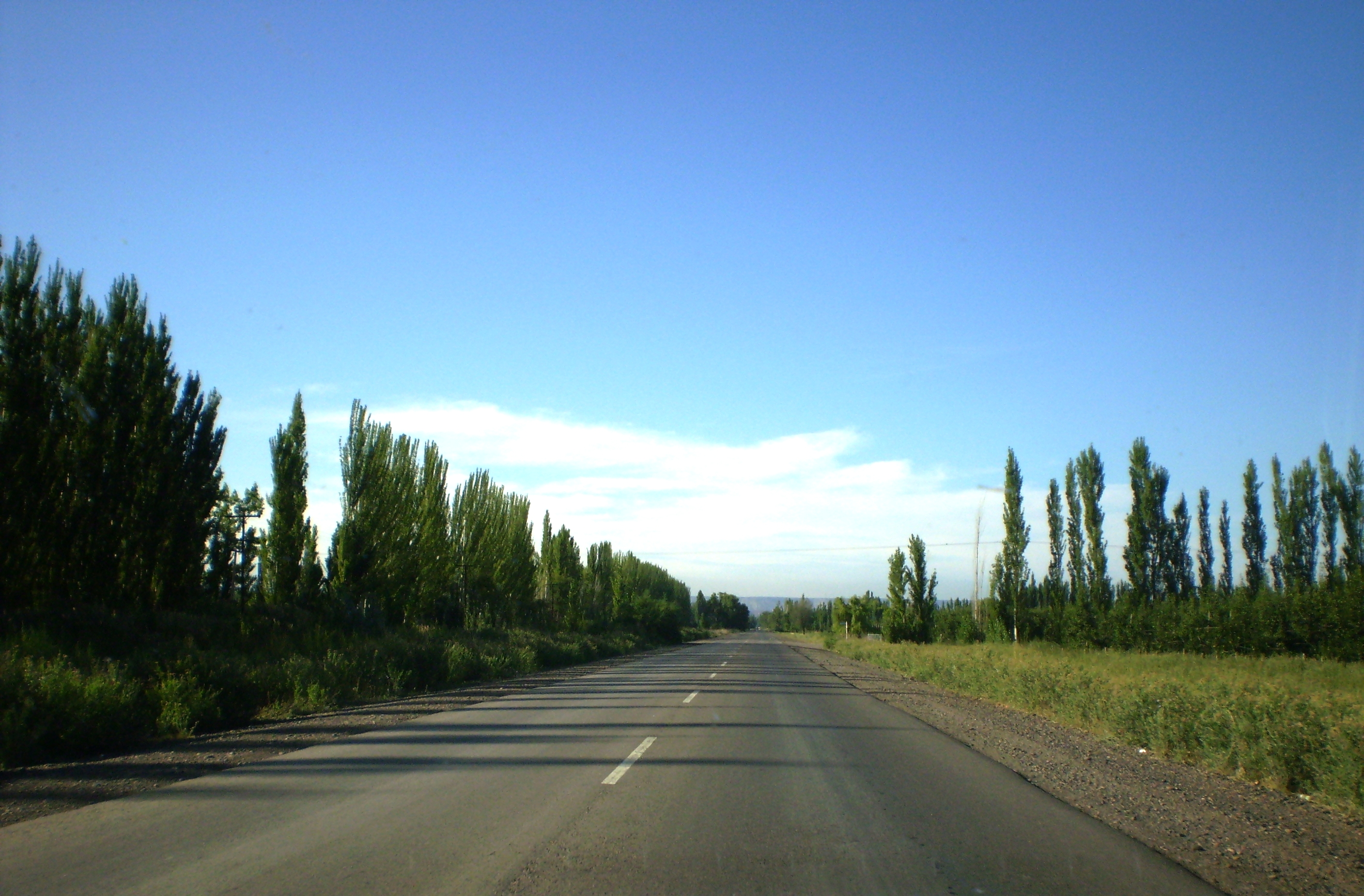
Paisaje típico de una ruta en el Alto Valle. En este caso la ruta provincial n.º 6 cerca de Paso Córdoba. Se ven las cortinas forestales de las chacras y, al fondo, el borde de la meseta.

 (*) Todos son municipios excepto Valle Azul, que es comisión de fomento
En general, cada uno estos municipios consta de una aglomeración principal, que tiene el nombre del municipio y concentra la mayor parte de su población; una cantidad de barrios rurales o periféricos ubicados dentro del ejido de dicho municipio que aparecen varias décadas después que la fundación de la localidad principal y población rural dispersa. Las excepciones son los municipios de Campo Grande, Contraalmirante Cordero y Vista Alegre, en los que el municipio está integrado por dos o más aglomeraciones, entre las cuales ninguna tiene más del 60 % de la población total del municipio, surgiendo en la misma época y constituyendo un municipio policéntrico.

### Municipios policéntricos
A continuación se presentan las poblaciones de los aglomerados que componen estos municipios.
| Aglomerado             | Municipio              | Población (2010) |
| Villa Manzano          | Campo Grande           | 2697             |
| Sargento Vidal         | Campo Grande           | 814              |
| Villa San Isidro       | Campo Grande           | 607              |
| Contralmirante Cordero | Contralmirante Cordero | 1000             |
| Barda del Medio        | Contralmirante Cordero | 1651             |
| Vista Alegre Sur       | Vista Alegre           | 1513             |
| Vista Alegre Norte     | Vista Alegre           | 895              |

### Barrios rurales y periféricos
Por estar incluidos en el ejido, estos barrios tienen dependencia administrativa con el municipio correspondiente, pero otros factores como las distancias, los medios de transporte, y la atracción de otros núcleos urbanos, etcétera, hacen que estos barrios establezcan relaciones con distintas ciudades, lo que les comienza a dar identidad propia. En general, la formación de estos barrios está relacionada con los trabajadores rurales que anteriormente vivían en las chacras de sus patrones. La historia de la formación y la realidad social de estos barrios fue descripta por Radonich y Steimbreger (2003) y Trpin (2005).
Según el censo de 2010 había 45 de estos barrios, 5 más que en el censo de 2001. A continuación se presentan los barrios con más de 500 habitantes.
| Barrio              | Municipio    | Población |
| Barrio Puente 83    | Cipolletti   | 2512      |
| Las Perlas          | Cipolletti   | 2182      |
| Barrio Chacra Monte | General Roca | 1900      |
| Ferri               | Cipolletti   | 1385      |
| Paso Córdova        | General Roca | 1072      |
| Barrio Costa Oeste  | Allen        | 834       |
| Villa Alberdi       | Villa Regina | 693       |
| Puente Cero         | Cervantes    | 653       |
| Barrio Mosconi      | General Roca | 564       |

Cuatro de estos barrios merecen comentarios adicionales: Las Perlas, parte de Paso Córdova, Península Ruca Có y Mari Menuco no se encuentran en el valle, en tanto depresión del terreno, aunque sí están fuertemente vinculadas y dependen de localidades del Valle para su existencia.
Las Perlas (2182 habitantes en 2010) está ubicada en la margen derecha (sur) del río Limay, unida por un puente a la ciudad de Neuquén.
Paso Córdoba tiene una parte (48 habitantes) en la margen derecha (sur) del río Negro unida por un puente a la otra parte y la ciudad de General Roca.
Península Ruca Co (158 habitantes) y Mari Menuco (82 habitantes) están separadas del valle por una zona de mesetas, en la costa de cuerpos de agua artificiales, y la formación de ambas está relacionada con la actividad recreativa. Ruca Có está en la costa del lago Pellegrini, unida por la ruta provincial 70 a la ciudad de Cinco Saltos. Mari Menuco está en la costa del embalse del mismo nombre, que forma parte del complejo Cerros Colorados y está unida por la ruta provincial 51 a Vista Alegre y por la ruta provincial 8 a San Patricio del Chañar.

### Asentamientos informales
En el primer semestre de 2013, según la definición utilizada por la organización de la sociedad civil Techo, existían en el Alto Valle 131 asentamientos informales y se estima que vivían en ellos aproximadamente 18.500 familias. No todos los barrios cuentan con igual número de familias, los más pequeños de entre ellos cuentan con ocho familias (los barrios Mar del Plata en la localidad de General Roca, provincia de Río Negro, y Costa Barda Parque Industrial en la localidad de Centenario, provincia del Neuquén), mientras que el más poblado cuenta con 1.100 familias aproximadamente de acuerdo al estimado de sus propios habitantes (el barrio Costa Esperanza en la localidad de Balsa Las Perlas, provincia de Río Negro). La mediana se encuentra en 60 familias. El lado neuquino del Alto Valle cuenta con 64 asentamientos informales, en donde habitan aproximadamente 9.000 familias; mientras que del lado rionegrino del Alto Valle hay 67 asentamientos informales en donde habitan aproximadamente 9.500 familias.

## Vías de comunicación

### Caminos
Los siguientes caminos son longitudinales a los valles, tienen sus trazas dentro de ellos y sirven a la comunicación interna de las distintas ciudades y, en algunos casos, vinculan con otras regiones del país:
- Ruta Nacional 22: es la ruta más importante de la región, ya que su traza es paralela a los ríos Negro y Limay. Cruza el río Neuquén cerca de la confluencia, uniendo las ciudades de Cipolletti y Neuquén a través de un sistema de puentes. Además vincula al Alto Valle con el Valle Medio del río Negro y Bahía Blanca por el este, y con Cutral Co-Plaza Huincul, Zapala y la frontera con Chile por el oeste.
- Ruta Nacional 151: recorre el valle paralela al río Neuquén del lado rionegrino. Nace en Cipolletti y vincula con Catriel, 25 de Mayo (provincia de La Pampa) y el sur de la provincia de Mendoza.
- Ruta Provincial 7 (Neuquén): tiene dos tramos, uno desde Neuquén hasta el Dique Ingeniero Ballester y otro desde el límite interprovincial, pasando por San Patricio del Chañar y vinculando con Añelo y el norte neuquino. Además del histórico cruce por dique Ingeniero Ballester, las rutas 7 y 151 fueron unidas por un puente a la altura de Centenario y Cinco Saltos.
- Ruta Provincial 65 (Río Negro): corre paralela a la Ruta nacional 22, 1 o 2 km al norte de ella, vinculando Cipolletti con General Roca (Río Negro) y localidades intermedias que están alejadas de la Ruta Nacional 22.
- Ruta Provincial 69 (Río Negro): nace en San Isidro (Campo Grande), donde la ruta 151 se separa del valle, y llega hasta el límite interprovincial, donde continúa la Ruta Provincial 7 (Neuquén).

Otros caminos:
- Ruta Provincial 6 (Río Negro): cruza transversalmente el Valle a la altura de General Roca (Río Negro). Vincula con La Pampa, cruzando el río Colorado en la presa Casa de Piedra, y con la línea sur de Río Negro, cruzando el río Negro por el puente Paso Córdoba.
- Ruta Provincial 7 (Río Negro): es paralela a los ríos Negro y Limay por la margen derecha (sur). Corre dentro del valle en la zona de Valle Azul; el resto del recorrido es por la meseta. Los puntos de vinculación con la margen izquierda son Valle Azul, Paso Córdoba, Isla Jordán, Las Perlas y la presa Arroyito. Su traza continúa hacia el sur y hacia el este llegando al Valle Medio.
- Ruta Provincial 51 (Neuquén): es paralela al río Neuquén por la margen derecha. Nace en Vista Alegre, donde sale del valle y corre por la meseta, rodeando los embalses Mari Menuco y Los Barreales. Se une con la Ruta Provincial 7 (Neuquén) en el dique El Chañar.
- Ruta Nacional 237: corre paralela al río Limay por la margen izquierda. Nace en la Ruta Nacional 22 en Arroyito (Neuquén) y vincula el valle con las presas del río Limay y la zona andina.

## Medios de transporte

### Servicio público de transporte automotor de pasajeros
Varias empresas de transporte comunican las distintas ciudades entre sí con autobuses (llamados colectivos en Argentina). 
A continuación se presentan los recorridos que se cubren y la empresa que brinda el servicio:
| Línea | Recorrido                                      | Empresa                            | Grupo empresario   | Fuente               |
| ----- | ---------------------------------------------- | ---------------------------------- | ------------------ | -------------------- |
| 914-A | Neuquén -Villa Regina                          | KO-KO S.R.L.                       | Vía Bariloche      | [ 39 ] [ 40 ]        |
| 914-C | Neuquén - Gral. Roca                           | KO-KO S.R.L.                       | Vía Bariloche      | [ 39 ] [ 40 ]        |
| 914-D | Neuquén - Allen                                | KO-KO S.R.L.                       | Vía Bariloche      | [ 39 ] [ 40 ]        |
| 914-G | Neuquén - Villa Regina                         | KO-KO S.R.L.                       | Vía Bariloche      | [ 39 ] [ 40 ]        |
| 911   | Neuquén - Cipolletti                           | Pehuenche                          |                    | [ 41 ] [ 42 ]        |
| 911   | Neuquén - Cipolletti Cinco Saltos - Centenario | Pehuenche                          |                    | [ 43 ] [ 42 ]        |
| 911   | Neuquén - San Patricio del Chañar              | Pehuenche                          |                    | [ 45 ] [ 42 ] [ 44 ] |
|       | Neuquén - Vista Alegre                         | Expreso Colonia (Campana Dos S.A.) |                    | [ 46 ]               |
|       | Neuquén - Senillosa                            | KO-KO S.R.L.                       | Vía Bariloche      | [ 42 ]               |
| 50    | Neuquén - Plottier                             | Indalo S.A.                        | Autobuses Santa Fe |                      |

### Servicios ferroviarios
El Tren del Valle es un tren de cercanías que conecta la ciudad de Cipolletti con la ciudad de Neuquén, en el oeste del valle. Fue inaugurado en 2015.
Existe un proyecto para ampliar el recorrido, para que abarque la totalidad del Alto Valle, hasta Senillosa en Neuquén y Chichinales en Río Negro.

## Economía
El Alto Valle es una región frutícola intensiva, productora de frutas de pepita (peras y manzanas), frutales de carozo y uva con las industrias asociadas correspondientes: empaque y conservación de frutas en fresco, producción de jugos de frutas y vinos

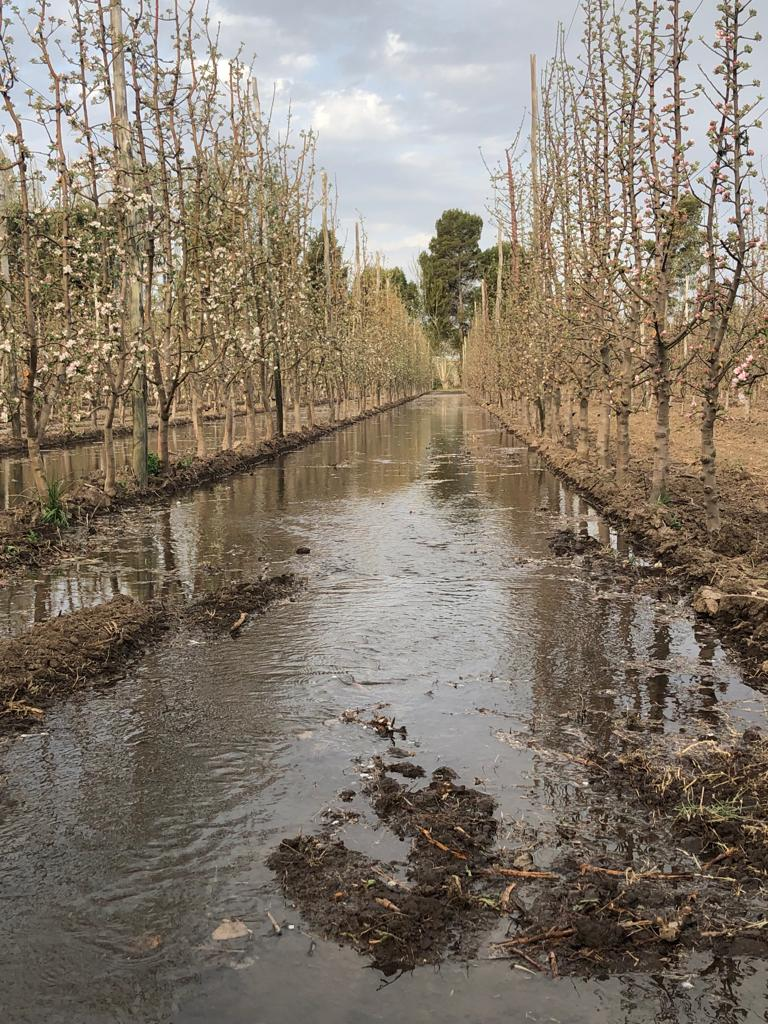
Chacra en floración de plantas de manzana